# Étienne Carjat
Étienne Carjat (Fareins, Auvernia-Ródano-Alpes; 28 de marzo de 1828-París, 9 de marzo de 1906) fue un fotógrafo, caricaturista y escritor francés, reconocido por sus retratos fotográficos de escritores, artistas y cómicos. Editó la revista Le Boulevard.

## Biografía
En el libro Rimbaud le fils, Pierre Michon indica que Étienne Carjat provenía de una familia modesta, que se casó y tuvo una hija, que era pintor, poeta y hombre de letras, y que fue amigo de Baudelaire.
Aprendió la técnica fotográfica de Pierre Petit y comenzó a trabajar en 1860 con la apertura de su estudio fotográfico en París. Al igual que Nadar, planteó el retrato fotográfico como una tarea artística ajena a la comercialidad. Trabajaba con fondos grises y sin elementos de atrezzo, para centrarse en lo realmente importante, el rostro del modelo.
Pese a la calidad de sus retratos, entre los que destaca el de Charles Baudelaire, muy superior al realizado por Nadar, fue considerado como un fotógrafo de segunda fila eclipsado ante la fama alcanzada por Nadar.
Su trabajo más famoso es un retrato que hizo de Arthur Rimbaud en octubre de 1871. Paul Verlaine, Rimbaud y Carjat fueron incluso miembros de Villains Bonhommes, un pequeño grupo creado en 1869 y al que pertenecieron poetas y artistas como André Gill y Théodore de Banville. En enero de 1872, hubo una discusión durante una cena organizada por el grupo y Rimbaud hirió gravemente a Carjat con el bastón-espada arrebatado a Albert Ménat, luego de lo cual Verlaine sacó rápidamente al muchacho de allí. Como reacción, Carjat destruyó la mayoría de las fotografías que había hecho de Rimbaud, quedando en la actualidad solo ocho.
Murió en París el 9 de marzo de 1906. Dejó una importante colección de caricaturas y fotografías, entre las que sobrevivieron las famosas fotos de Rimbaud. En 1998 se vendió una de ellas por 191 000 francos. El 24 de enero de 2003, otro retrato de Rimbaud fue adjudicado igualmente por una suma de 81 000 euros. Esta es la fotografía menos conocida de Rimbaud, en la que luce mucho más joven y que, según su propia hermana, muestra al poeta tal y como lucía en aquella época.

## Publicaciones
- Croquis biographiques (1858)
- Les Mouches vertes, satire (1868)
- Peuple, prends garde à toi!, satire électorale (1875)
- Artiste et citoyen, poésies (1883)

## Dibujos y fotografías

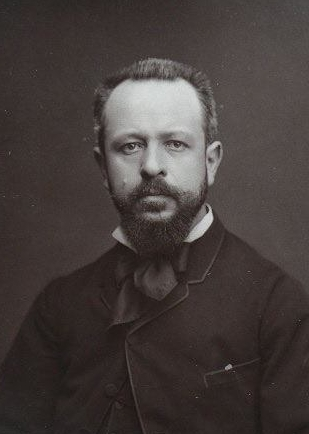
Léon Barillot
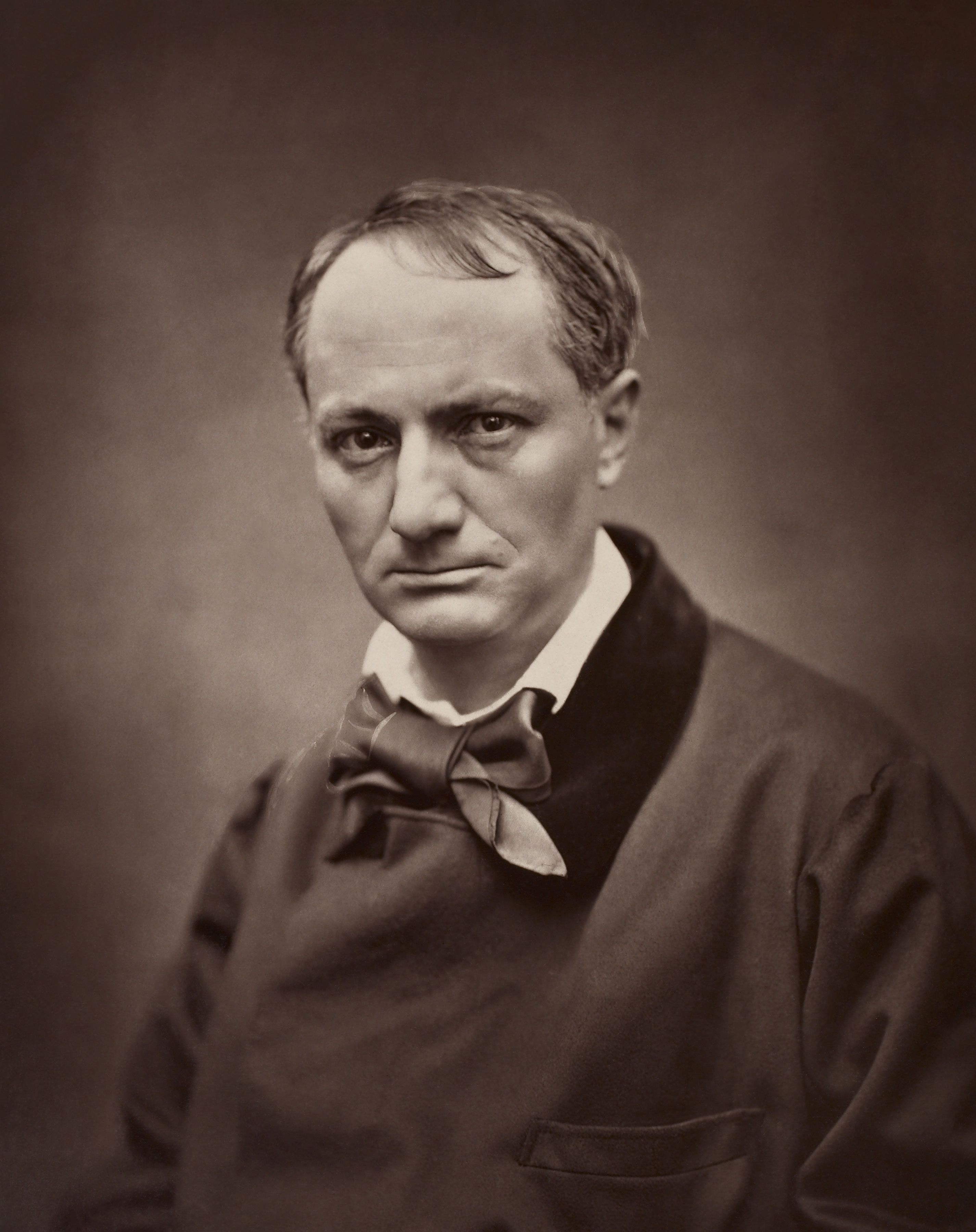
Charles Baudelaire, 1862
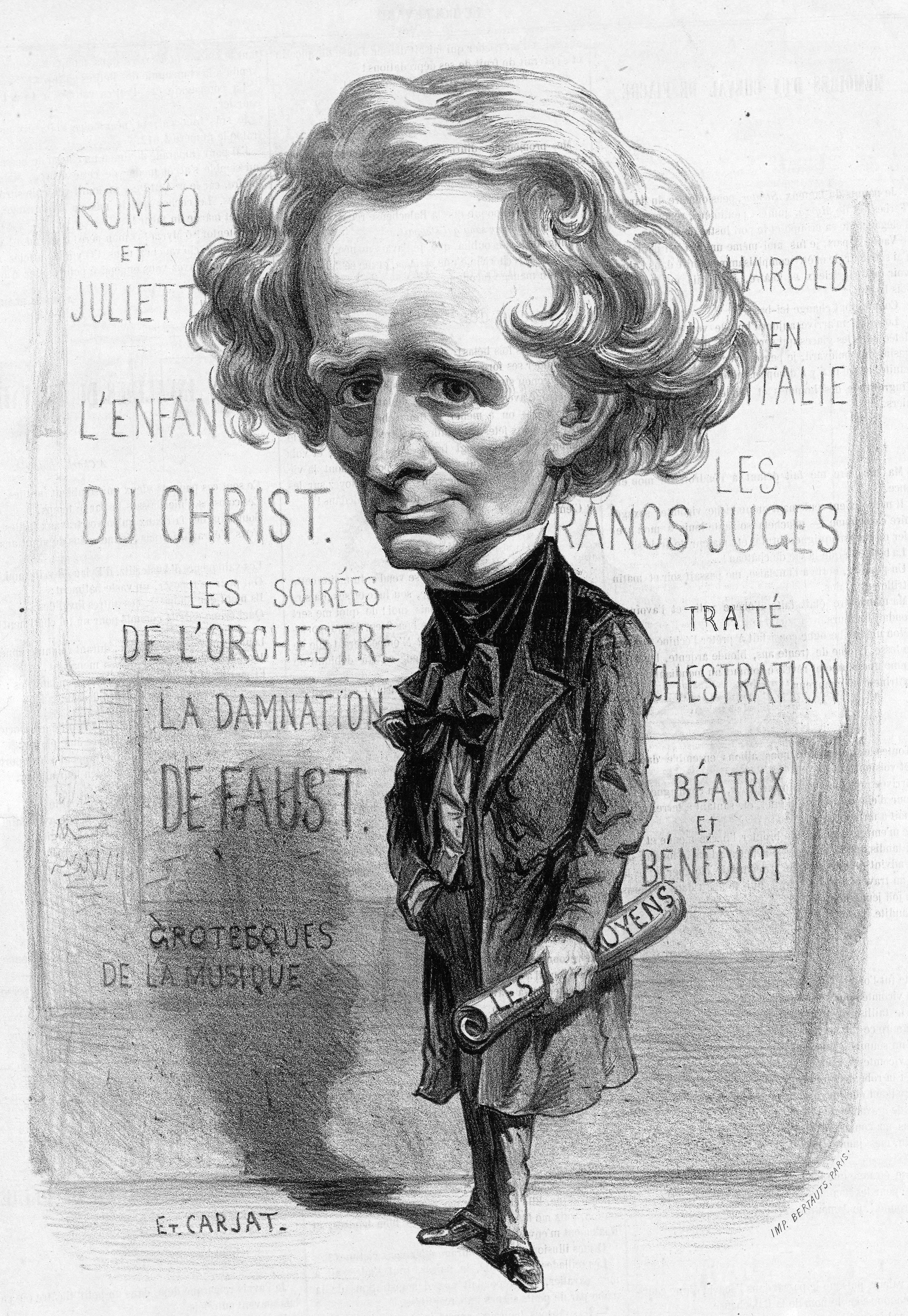
Hector Berlioz
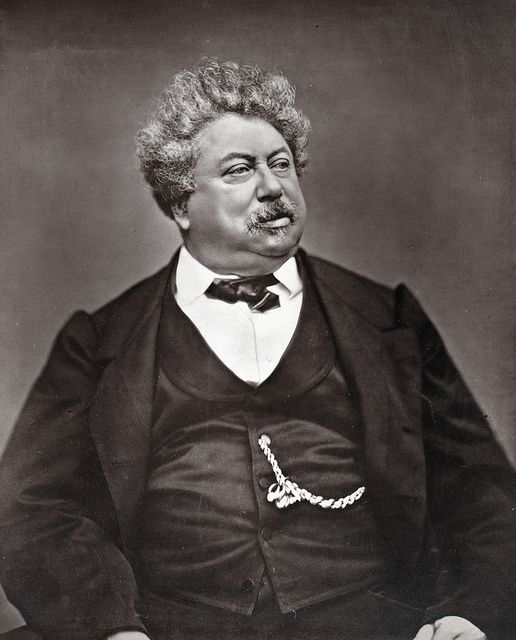
Alejandro Dumas
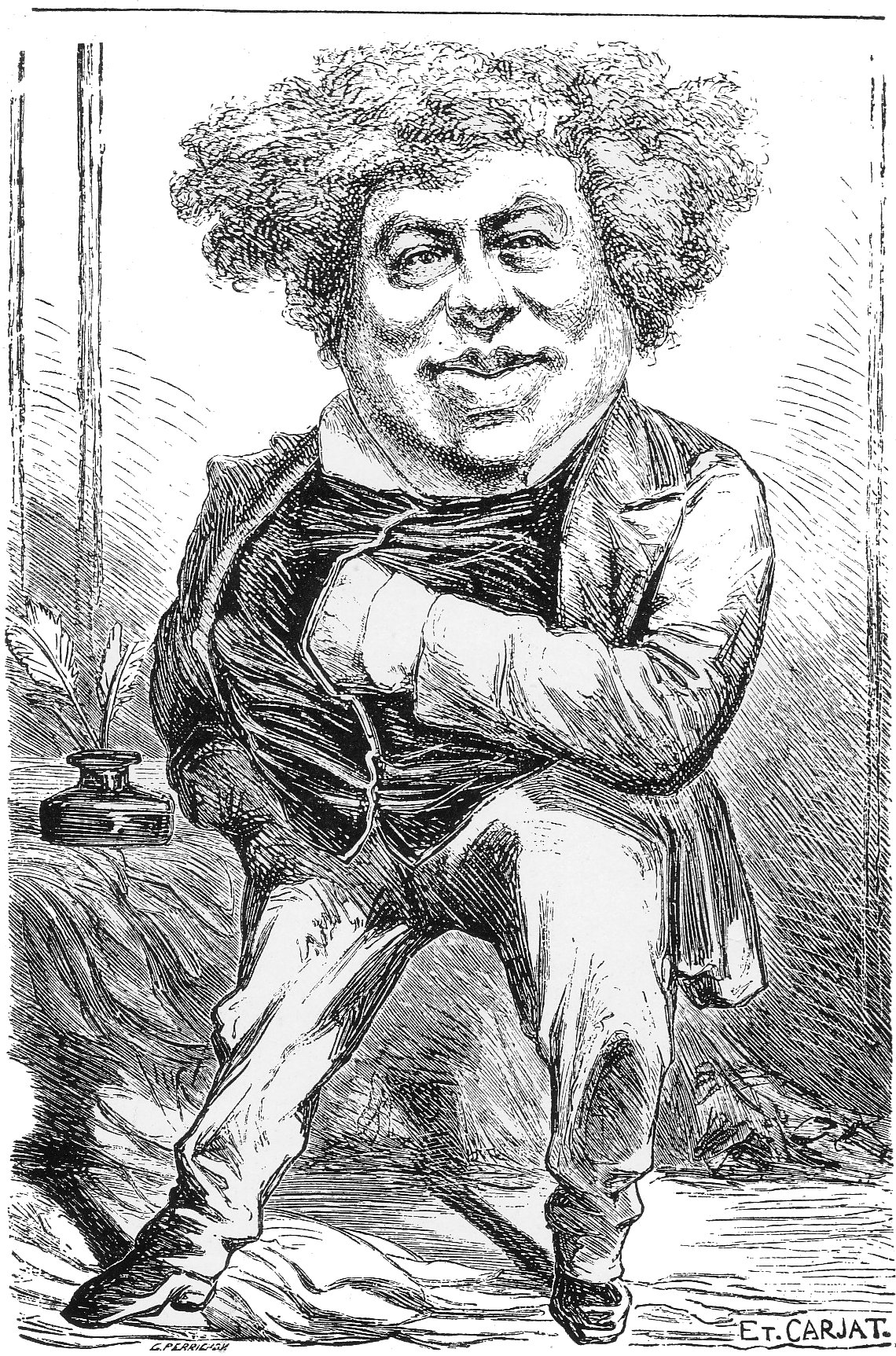
Alejandro Dumas
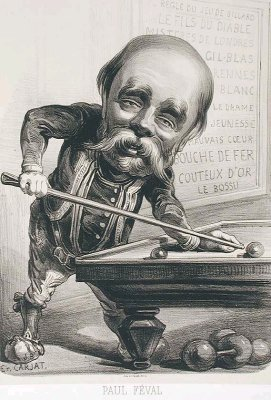
Paul Féval
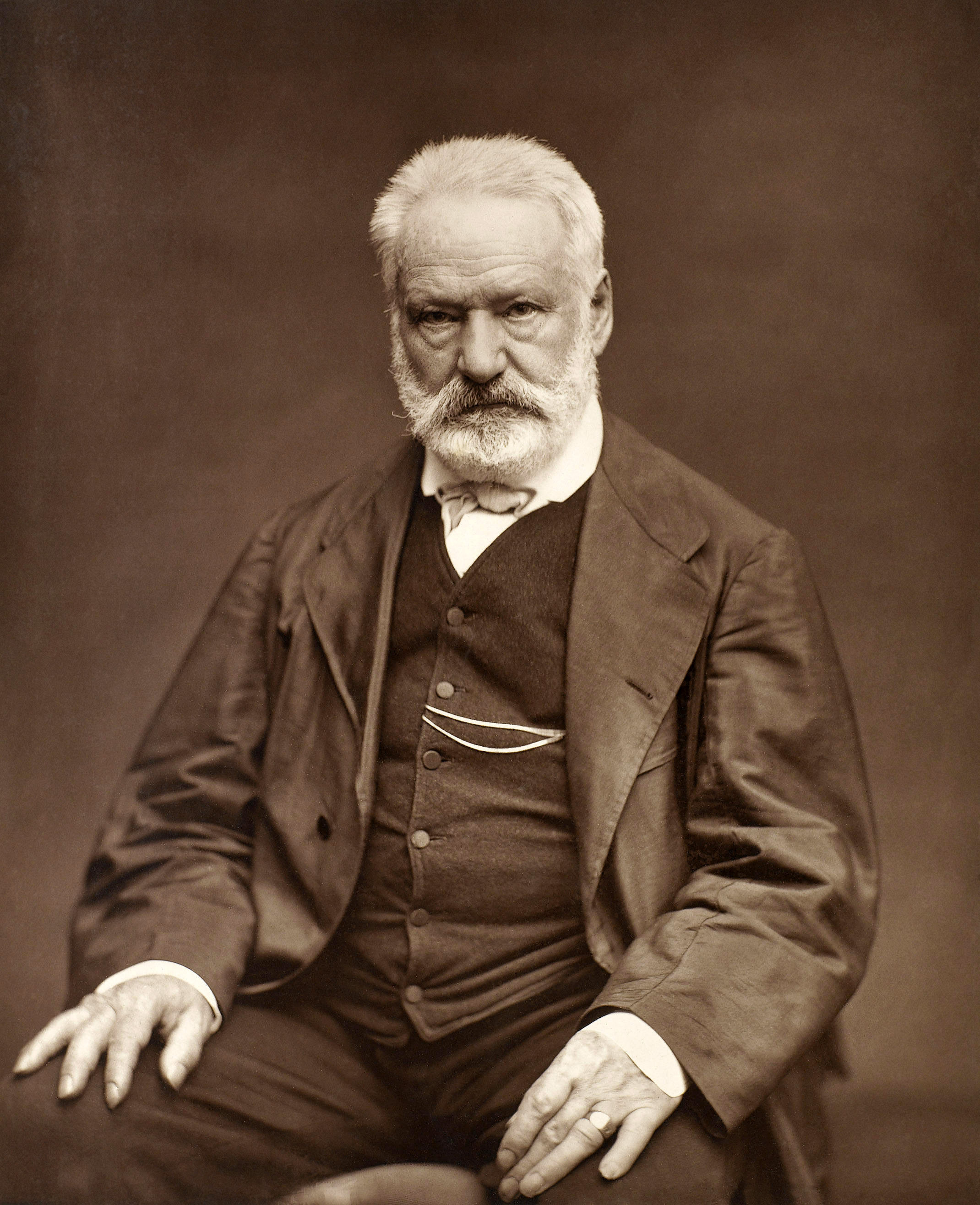
Victor Hugo, 1876
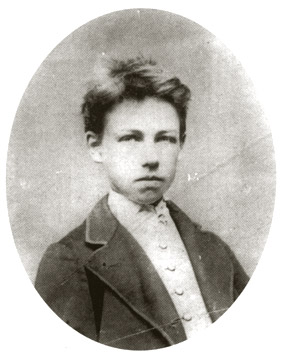
Arthur Rimbaud, 1871
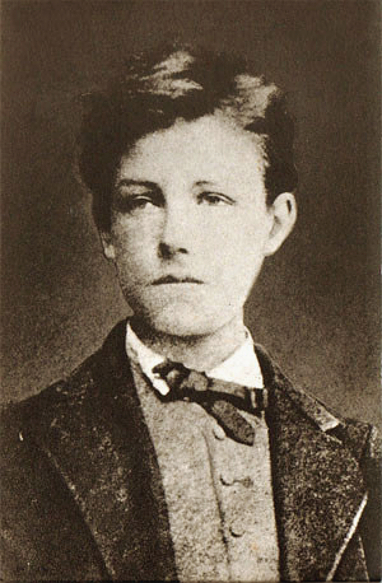
Arthur Rimbaud, 1872
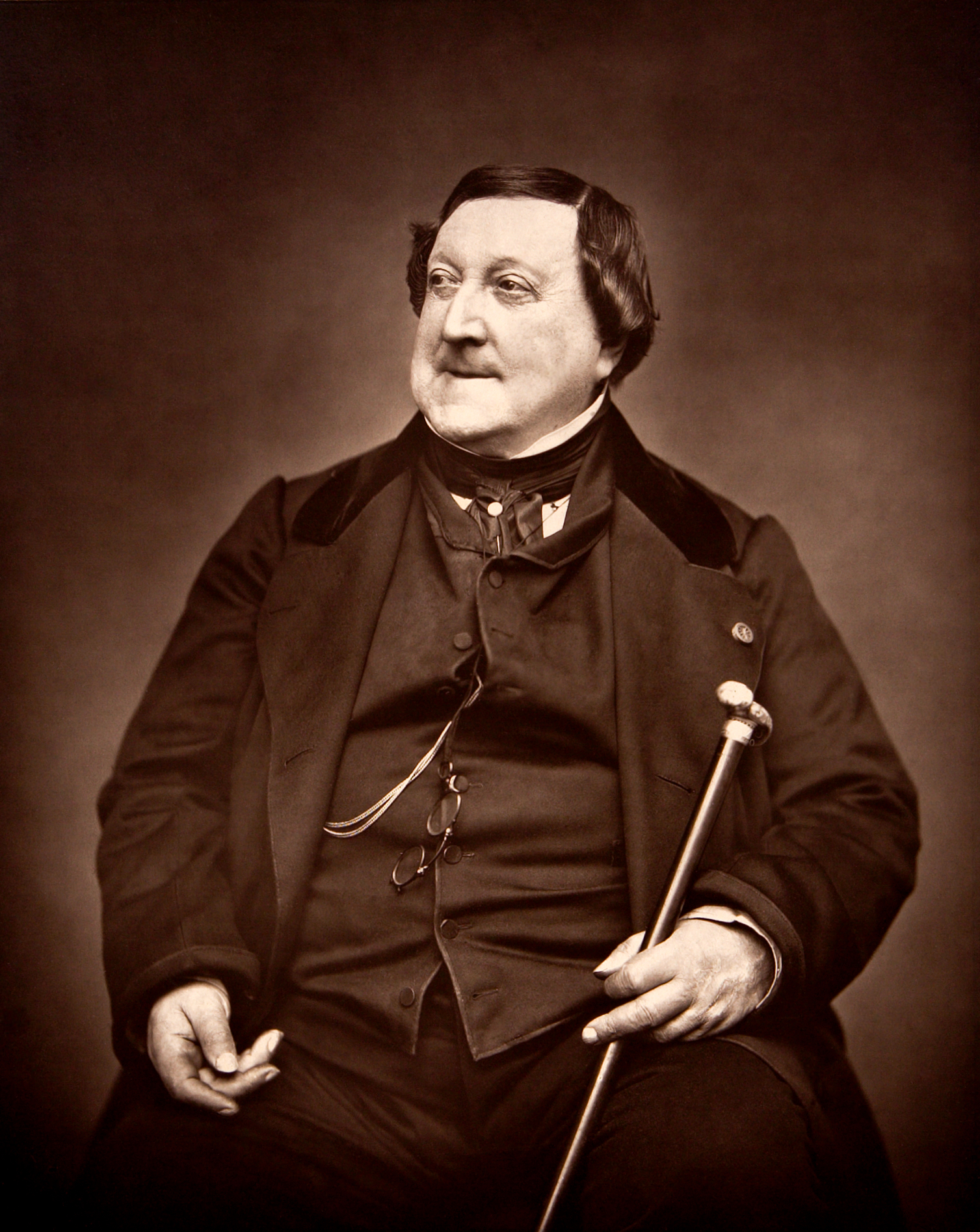
Gioachino Rossini, 1865
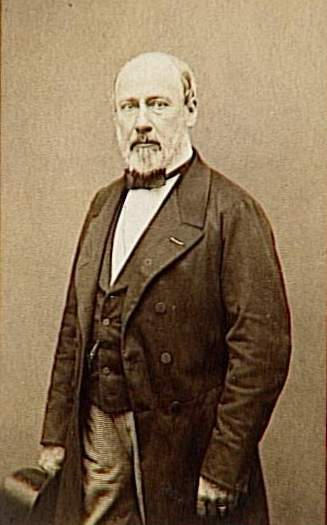
William Wyld, 1865